# An der Windfoche
An der Windfoche war eine Ortslage in der bergischen Großstadt Wuppertal im Stadtteil Elberfeld. Die zuvor freistehende Ortslage ist Ende des 19. Jahrhunderts in die innerstädtischen Bebauung Elberfelds aufgegangen und der Name An der Windfoche ist als eigenständige Bezeichnung für diese Ortslage mehrheitlich nicht mehr im Bewusstsein der Bevölkerung vorhanden.

## Lage und Beschreibung
Die Ortslage lag im Bereich der Bahnhofsstraße Ecke Kölner Straße im Süden des Wohnquartiers Elberfeld-Mitte im Stadtbezirk Elberfeld auf einer Höhe von 168 m ü. NHN. Die Ortslage ist heute von der Historischen Stadthalle am Johannisberg überbaut.

## Geschichte
Die Ortslage ist auf Stadtplänen des 18. Jahrhunderts beschriftet, so auf der Karte Stadt Elverfeldt im Jahre 1771. Auf späteren Karten wie die Topographische Aufnahme der Rheinlande von 1824 und die Preußische Uraufnahme von 1843 ist diese Ortslage unbeschriftet am Rande der sich ausbreitenden städtischen Bebauung eingezeichnet. Andere Stadtpläne des 19. Jahrhunderts beschriften die Ortslage mehrheitlich als Johannisberg
1815/16 besaß der Ort 156 Einwohner. 1832 gehörte der Ort zur Holz und Eichholzer Rotte des ländlichen Außenbezirks des Kirchspiels und der Stadt Elberfeld. Der laut der Statistik und Topographie des Regierungsbezirks Düsseldorf als Einzelne Häuser kategorisierte Ort besaß zu dieser Zeit zwölf Wohnhäuser und drei landwirtschaftliche Gebäude.
Die heutigen Straßen Johannisberg und Kölner Straße waren im 19. Jahrhundert Teil der damaligen Kölner Straße. So hieß in Elberfeld der alte Handelsweg zwischen Köln bzw. dem Rhein und der damals selbstständigen Stadt Elberfeld, der im 19. Jahrhundert zu Provinzialstraße Elberfeld–Hitdorf ausgebaut wurde. An der Windfoche lag an dieser stark frequentierten Chaussee, die als Staatsstraße klassifiziert war.
Ab der Mitte des 19. Jahrhunderts wurde die Ortslage durch das Vergnügungslokal Johannisberg des Abraham Küpper dominiert, das einen Festsaal, ein Orchestergebäude, eine bewaldete Gartenanlage mit Platz und Springbrunnen mit Wasserspielen bot. Der Ortsname Windfoche wich im Laufe der Zeit dem Namen Johannisberg. Ab 1896 wurde anstelle des Vergnügungslokals die Stadthalle errichtet.